# Виганало (Верчели)
Виганало је насеље у Италији у округу Верчели, региону Пијемонт.
Према процени из 2011. у насељу је живело 38 становника. Насеље се налази на надморској висини од 667 м.